# Metsapere (Hiiumaa)
Metsapere (Duits: Metsaperre) is een plaats in de Estlandse gemeente Hiiumaa, provincie Hiiumaa. De plaats heeft de status van dorp (Estisch: küla).
Tot in oktober 2017 behoorde Metsapere tot de gemeente Emmaste en sindsdien tot de fusiegemeente Hiiumaa.

## Bevolking
De ontwikkeling van het aantal inwoners blijkt uit het volgende staatje:
| Jaar            | 2000 | 2011 | 2017 | 2019 | 2020 | 2021 |
| --------------- | ---- | ---- | ---- | ---- | ---- | ---- |
| Aantal inwoners | 6    | 8    | 11   | 10   | 10   | 8    |

## Ligging
De plaats ligt in het zuidwestelijk deel van het eiland Hiiumaa. De Tugimaantee 84, de secundaire weg van Emmaste naar Luidja, vormt de westgrens van het dorp. Ten westen van de weg liggen de dorpen Laartsa en Kitsa.

## Geschiedenis
Metsapere werd voor het eerst genoemd in 1855 als Метцаперре, een Russische transcriptie van de Duitse naam Metsaperre. Het dorp lag op het landgoed Großenhof (Suuremõisa) en vanaf 1796 op het landgoed Emmast (Emmaste). In 1923 stond het dorp als Metsapere op de lijst van dorpen in het onafhankelijk geworden Estland.
In de jaren 1977–1997 viel Metsapere onder het buurdorp Kaderna.